# Geschützter Landschaftsbestandteil Bergbaurelikte Am Edlensteine

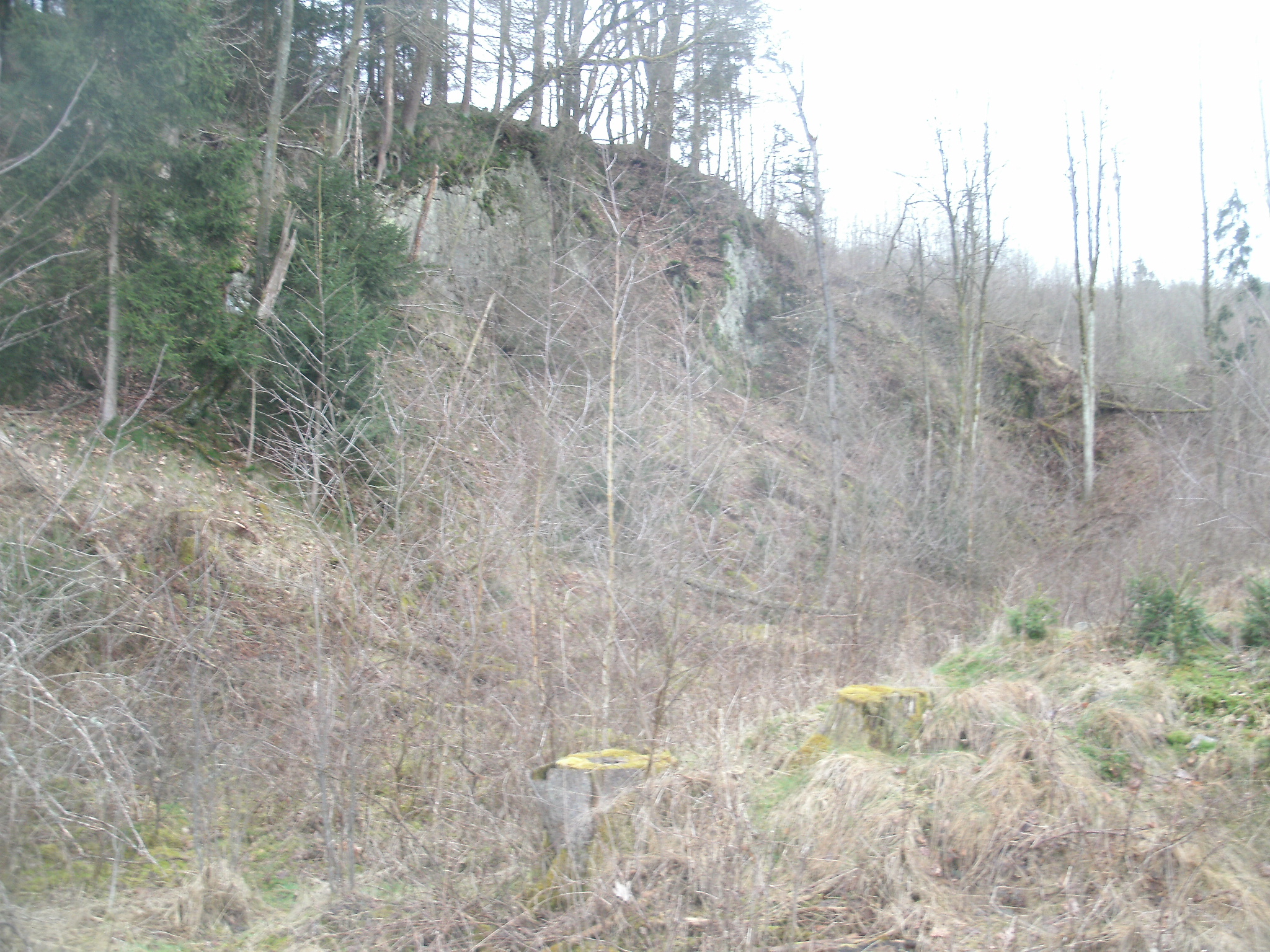
Nordfläche Geschützter Landschaftsbestandteil Bergbaurelikte Am Edlensteine

Der Geschützte Landschaftsbestandteil Bergbaurelikte Am Edlensteine mit 2,87 ha Flächengröße liegt südwestlich Bönkhausen im Stadtgebiet von Sundern im Hochsauerlandkreis. Das Gebiet wurde 2019 bei der Neuaufstellung vom Landschaftsplan Sundern durch den Kreistag des Hochsauerlandkreises als Geschützter Landschaftsbestandteil (LB) ausgewiesen. Der LB besteht aus zwei Teilflächen. Vorher waren die Flächen von 1993 bis 2019 Teil vom Landschaftsschutzgebiet Sundern.

## Gebietsbeschreibung
Der Landschaftsplan führt zu LB auf: „Die kulturhistorisch bedeutsamen, teilweise nur lückig bestockten Relikte (Pingenfelder u.v.a. Haldenbereiche) sind in ihrer Ausprägung beispielhaft und durch die durch teils erhebliche Reliefenergie bedingten unterschiedlichsten Lebensraumvoraussetzungen zudem von einem erheblichen ökologischen Wert. Geogen bedingt sind große Teile von erheblicher Bedeutung für niedere Pflanzen.“
Der Landschaftsplan Sundern führt zu geschützte Landschaftsbestandteilen aus: „Alle geschützten Landschaftsbestandteile sind kulturbetonte oder naturnahe Landschaftsteile, die sich mit ihrem eigenständigen Charakter deutlich von der sie umgebenden Wald- und Feld-Landschaft unterscheiden. Der besondere Schutz dieser Kleinstrukturen ist wegen ihrer hervorgehobenen Position für die Leistungsfähigkeit des Naturhaushaltes und / oder für die Attraktivität des Landschaftsbildes erforderlich. Die LB-Festsetzung trägt der landschaftlichen Bedeutung der Objekte Rechnung, die sie über das „normale“ landschaftliche Inventar eines Landschaftsschutzgebietes heraushebt.“

## Verbote und Entwicklungsmaßnahmen des Landschaftsplanes von 2019
Wie bei allen geschützten Landschaftsbestandteilen besteht nach § 29 Abs. 2 BNatschG das Verbot dieses zu beschädigen, auszureißen, auszugraben oder Teile davon abzutrennen oder auf andere Weise in seinem Wachstum oder Erscheinungsbild zu beeinträchtigen. Eine ordnungsgemäße Pflege ist vom Verbot ausgenommen. Es ist auch verboten Stoffe oder Gegenstände im Bereich des Geschützten Landschaftsbestandteils anzubringen, zu lagern, abzulagern, einzuleiten oder sich ihrer in anderer Weise zu entledigen, die das Erscheinungsbild oder den Bestand des Geschützten Landschaftsbestandteils gefährden oder beeinträchtigen können. Dies gilt auch für organische oder mineralische Düngemittel und Futtermittel. Sofern Gehölze zerstört bzw. beschädigt werden, kann die Untere Naturschutzbehörde eine Ersatzpflanzung oder ein Ersatzgeld festsetzten.
Für das LB wurden zwei spezielle Verbote erlassen. Eine Erst- und Wiederaufforstung mit Nadelgehölzen oder anderen, innerhalb des Gebietes auf dem Standort nicht von Natur aus heimischen Baumarten ist verboten. Im LB ist die Mineraliensuche aufgrund der damit verbundenen Zerstörung der Haldenvegetation verboten.
Im LB besteht das Gebot Forstwirtschaft unter Berücksichtigung der anthropogen bedingten Reliefformen nur unter schonendem forstlichen Maschineneinsatz durchzuführen. Speziell für das LB wurde zwei Entwicklungsmaßnahmen festgesetzt. 
Freie Flächen im Bereich der Halden sind in geeigneter Weise offen zu halten.